# National Hockey League 2014/2015
National Hockey League 2014/2015 var den 97:e säsongen av National Hockey League och bestod av totalt 30 lag. Grundserien spelades från den 8 oktober 2014, fram till och med den 11 april 2015.
Los Angeles Kings blev det första laget att missa slutspelet efter att ha vunnit Stanley Cup föregående säsong sedan Carolina Hurricanes gjorde det säsongen 2006/2007. Winnipeg Jets säkrade en playoffplats för första gången sedan lagets flytt från Atlanta 2011. San Jose Sharks missade slutspel för första gången på tio år. Ottawa Senators blev det första laget i NHL:s-historia att gå till slutspel efter att ha varit 14 poäng ifrån slutspelsplats.
Chicago Blackhawks blev Stanley Cup-mästare för sjätte gången efter att ha vunnit mot Tampa Bay Lightning med 4-2 i matcher. 

## Format
Inför föregående säsong gjordes formatet om så att de 30 lagen delades upp i två konferenser, Eastern Conference och Western Conference, om 14 respektive 16 lag. Western Conference var uppdelad i två divisioner, Pacific Division och Central Division, båda bestående av 7 lag; Eastern Conference var också uppdelad i två divisioner, Atlantic Division och Metropolitan Division, båda bestående av 8 lag. De tre främsta i varje division kvalificerade sig för slutspel tillsammans med två wild card-lag från varje konferens (det vill säga de två bästa lagen förutom de redan kvalificerade), vilket innebar att totalt 16 lag deltog i Stanley Cup, precis som tidigare år. Lagen spelade 50 (Eastern Conference) eller 54 (Western Conference) matcher inom konferensen och utöver det två matcher mot varje lag i den andra konferensen, vilket gav totalt 82 matcher per lag.
| Pacific Division |
| --- |
| - Anaheim Ducks - Arizona Coyotes - Calgary Flames - Edmonton Oilers - Los Angeles Kings - San Jose Sharks - Vancouver Canucks |

| Central Division |
| --- |
| - Chicago Blackhawks - Colorado Avalanche - Dallas Stars - Minnesota Wild - Nashville Predators - St. Louis Blues - Winnipeg Jets |

| Atlantic Division |
| --- |
| - Boston Bruins - Buffalo Sabres - Detroit Red Wings - Florida Panthers - Montreal Canadiens - Ottawa Senators - Tampa Bay Lightning - Toronto Maple Leafs |

| Metropolitan Division |
| --- |
| - Carolina Hurricanes - Columbus Blue Jackets - New Jersey Devils - New York Islanders - New York Rangers - Philadelphia Flyers - Pittsburgh Penguins - Washington Capitals |

## Tabeller

### Eastern Conference
Källa:
| Nr | Eastern Conference    | S  | V  | ÖF | F  | GM  | IM  | MS   | P   |
| -- | --------------------- | -- | -- | -- | -- | --- | --- | ---- | --- |
| 1  | New York Rangers      | 82 | 53 | 7  | 22 | 252 | 192 | +60  | 113 |
| 2  | Montreal Canadiens    | 82 | 50 | 10 | 22 | 221 | 189 | +32  | 110 |
| 3  | Tampa Bay Lightning   | 82 | 50 | 8  | 24 | 262 | 211 | +51  | 108 |
| 4  | Washington Capitals   | 82 | 45 | 11 | 26 | 242 | 203 | +39  | 101 |
| 5  | New York Islanders    | 82 | 47 | 7  | 28 | 252 | 230 | +22  | 101 |
| 6  | Detroit Red Wings     | 82 | 43 | 14 | 25 | 235 | 221 | +14  | 100 |
| 7  | Ottawa Senators       | 82 | 43 | 13 | 26 | 238 | 215 | +23  | 99  |
| 8  | Pittsburgh Penguins   | 82 | 43 | 12 | 27 | 221 | 210 | +11  | 98  |
| 9  | Boston Bruins         | 82 | 41 | 14 | 27 | 213 | 211 | +2   | 96  |
| 10 | Florida Panthers      | 82 | 38 | 15 | 29 | 206 | 223 | −17  | 91  |
| 11 | Columbus Blue Jackets | 82 | 42 | 5  | 35 | 236 | 250 | −14  | 89  |
| 12 | Philadelphia Flyers   | 82 | 33 | 18 | 31 | 215 | 234 | −19  | 84  |
| 13 | New Jersey Devils     | 82 | 32 | 14 | 36 | 181 | 216 | −35  | 78  |
| 14 | Carolina Hurricanes   | 82 | 30 | 11 | 41 | 188 | 226 | −38  | 71  |
| 15 | Toronto Maple Leafs   | 82 | 30 | 8  | 44 | 211 | 262 | −51  | 68  |
| 16 | Buffalo Sabres        | 82 | 23 | 8  | 51 | 161 | 274 | −113 | 54  |

| Nr | Metropolitan Division | S  | V  | ÖF | F  | GM  | IM  | MS  | P   |
| -- | --------------------- | -- | -- | -- | -- | --- | --- | --- | --- |
| 1  | New York Rangers      | 82 | 53 | 7  | 22 | 252 | 192 | +60 | 113 |
| 2  | Washington Capitals   | 82 | 45 | 11 | 26 | 242 | 203 | +39 | 101 |
| 3  | New York Islanders    | 82 | 47 | 7  | 28 | 252 | 230 | +22 | 101 |
| 4  | Pittsburgh Penguins   | 82 | 43 | 12 | 27 | 221 | 210 | +11 | 98  |
| 5  | Columbus Blue Jackets | 82 | 42 | 5  | 35 | 236 | 250 | −14 | 89  |
| 6  | Philadelphia Flyers   | 82 | 33 | 18 | 31 | 215 | 234 | −19 | 84  |
| 7  | New Jersey Devils     | 82 | 32 | 14 | 36 | 181 | 216 | −35 | 78  |
| 8  | Carolina Hurricanes   | 82 | 30 | 11 | 41 | 188 | 226 | −38 | 71  |

| Nr | Atlantic Division   | S  | V  | ÖF | F  | GM  | IM  | MS   | P   |
| -- | ------------------- | -- | -- | -- | -- | --- | --- | ---- | --- |
| 1  | Montreal Canadiens  | 82 | 50 | 10 | 22 | 221 | 189 | +32  | 110 |
| 2  | Tampa Bay Lightning | 82 | 50 | 8  | 24 | 262 | 211 | +51  | 108 |
| 3  | Detroit Red Wings   | 82 | 43 | 14 | 25 | 235 | 221 | +14  | 100 |
| 4  | Ottawa Senators     | 82 | 43 | 13 | 26 | 238 | 215 | +23  | 99  |
| 5  | Boston Bruins       | 82 | 41 | 14 | 27 | 213 | 211 | +2   | 96  |
| 6  | Florida Panthers    | 82 | 38 | 15 | 29 | 206 | 223 | −17  | 91  |
| 7  | Toronto Maple Leafs | 82 | 30 | 8  | 44 | 211 | 262 | −51  | 68  |
| 8  | Buffalo Sabres      | 82 | 23 | 8  | 51 | 161 | 274 | −113 | 54  |

### Western Conference
Källa:
| Nr | Western Conference  | S  | V  | ÖF | F  | GM  | IM  | MS   | P   |
| -- | ------------------- | -- | -- | -- | -- | --- | --- | ---- | --- |
| 1  | Anaheim Ducks       | 82 | 51 | 7  | 24 | 236 | 226 | +10  | 109 |
| 2  | St. Louis Blues     | 82 | 51 | 7  | 24 | 248 | 201 | +47  | 109 |
| 3  | Nashville Predators | 92 | 47 | 10 | 35 | 232 | 208 | +24  | 104 |
| 4  | Chicago Blackhawks  | 82 | 48 | 6  | 28 | 229 | 189 | +40  | 102 |
| 5  | Vancouver Canucks   | 82 | 48 | 5  | 29 | 242 | 222 | +20  | 101 |
| 6  | Minnesota Wild      | 82 | 46 | 8  | 28 | 231 | 201 | +30  | 100 |
| 7  | Winnipeg Jets       | 82 | 43 | 13 | 26 | 230 | 210 | +20  | 99  |
| 8  | Calgary Flames      | 82 | 45 | 7  | 30 | 241 | 216 | +25  | 97  |
| 9  | Los Angeles Kings   | 82 | 40 | 15 | 27 | 220 | 205 | +15  | 95  |
| 10 | Dallas Stars        | 82 | 41 | 10 | 31 | 261 | 260 | +1   | 92  |
| 11 | Colorado Avalanche  | 82 | 39 | 12 | 31 | 219 | 227 | −8   | 90  |
| 12 | San Jose Sharks     | 82 | 40 | 9  | 33 | 228 | 232 | −4   | 89  |
| 13 | Edmonton Oilers     | 82 | 24 | 14 | 44 | 198 | 283 | −85  | 62  |
| 14 | Arizona Coyotes     | 82 | 24 | 8  | 50 | 170 | 272 | −102 | 56  |

| Nr | Central Division    | S  | V  | ÖF | F  | GM  | IM  | MS  | P   |
| -- | ------------------- | -- | -- | -- | -- | --- | --- | --- | --- |
| 1  | St. Louis Blues     | 82 | 51 | 7  | 24 | 248 | 201 | +47 | 109 |
| 2  | Nashville Predators | 82 | 47 | 10 | 25 | 232 | 208 | +24 | 104 |
| 3  | Chicago Blackhawks  | 82 | 48 | 6  | 28 | 229 | 189 | +40 | 102 |
| 4  | Minnesota Wild      | 82 | 46 | 8  | 28 | 231 | 201 | +30 | 100 |
| 5  | Winnipeg Jets       | 82 | 43 | 13 | 26 | 230 | 210 | +20 | 99  |
| 6  | Dallas Stars        | 82 | 41 | 10 | 31 | 261 | 260 | +1  | 92  |
| 7  | Colorado Avalanche  | 82 | 39 | 12 | 31 | 219 | 227 | −8  | 90  |

| Nr | Pacific Division  | S  | V  | ÖF | F  | GM  | IM  | MS   | P   |
| -- | ----------------- | -- | -- | -- | -- | --- | --- | ---- | --- |
| 1  | Anaheim Ducks     | 82 | 51 | 7  | 24 | 236 | 226 | +10  | 109 |
| 2  | Vancouver Canucks | 82 | 48 | 5  | 29 | 242 | 222 | +20  | 101 |
| 3  | Calgary Flames    | 82 | 45 | 7  | 30 | 241 | 216 | +25  | 97  |
| 4  | Los Angeles Kings | 82 | 40 | 15 | 27 | 220 | 205 | +15  | 95  |
| 5  | San Jose Sharks   | 82 | 40 | 9  | 33 | 228 | 232 | −4   | 89  |
| 6  | Edmonton Oilers   | 82 | 24 | 14 | 44 | 198 | 283 | −85  | 62  |
| 7  | Arizona Coyotes   | 82 | 24 | 8  | 50 | 170 | 272 | −102 | 56  |

### Sammanlagd tabell
| Nr | Lag                   | S  | V  | ÖF | F  | GM  | IM  | MS   | P   |
| -- | --------------------- | -- | -- | -- | -- | --- | --- | ---- | --- |
| 1  | New York Rangers      | 82 | 53 | 7  | 22 | 252 | 192 | +60  | 113 |
| 2  | Montreal Canadiens    | 82 | 50 | 10 | 22 | 221 | 189 | +32  | 110 |
| 3  | Anaheim Ducks         | 82 | 51 | 7  | 24 | 236 | 226 | +10  | 109 |
| 4  | St. Louis Blues       | 82 | 51 | 7  | 24 | 248 | 201 | +47  | 109 |
| 5  | Tampa Bay Lightning   | 82 | 50 | 8  | 24 | 262 | 211 | +51  | 108 |
| 6  | Nashville Predators   | 82 | 47 | 10 | 25 | 232 | 208 | +24  | 104 |
| 7  | Chicago Blackhawks    | 82 | 48 | 6  | 28 | 229 | 189 | +40  | 102 |
| 8  | Vancouver Canucks     | 82 | 48 | 5  | 29 | 242 | 222 | +20  | 101 |
| 9  | Washington Capitals   | 82 | 45 | 11 | 26 | 242 | 203 | +39  | 101 |
| 10 | New York Islanders    | 82 | 47 | 7  | 28 | 252 | 230 | +22  | 101 |
| 11 | Minnesota Wild        | 82 | 46 | 8  | 28 | 231 | 201 | +30  | 100 |
| 12 | Detroit Red Wings     | 82 | 43 | 14 | 25 | 235 | 221 | +14  | 100 |
| 13 | Winnipeg Jets         | 82 | 43 | 13 | 26 | 230 | 210 | +20  | 99  |
| 14 | Ottawa Senators       | 82 | 43 | 13 | 26 | 238 | 215 | +23  | 99  |
| 15 | Pittsburgh Penguins   | 82 | 43 | 12 | 27 | 221 | 210 | +11  | 98  |
| 16 | Calgary Flames        | 82 | 45 | 7  | 30 | 241 | 216 | +25  | 97  |
| 17 | Boston Bruins         | 82 | 41 | 14 | 27 | 213 | 211 | +2   | 96  |
| 18 | Los Angeles Kings     | 82 | 40 | 15 | 27 | 220 | 205 | +15  | 95  |
| 19 | Dallas Stars          | 82 | 41 | 10 | 31 | 261 | 260 | +1   | 92  |
| 20 | Florida Panthers      | 82 | 38 | 15 | 29 | 206 | 223 | −17  | 91  |
| 21 | Colorado Avalanche    | 82 | 39 | 12 | 31 | 219 | 227 | −8   | 90  |
| 22 | San Jose Sharks       | 82 | 40 | 9  | 33 | 228 | 232 | −4   | 89  |
| 23 | Columbus Blue Jackets | 82 | 42 | 5  | 35 | 236 | 250 | −14  | 89  |
| 24 | Philadelphia Flyers   | 82 | 33 | 18 | 31 | 215 | 234 | −19  | 84  |
| 25 | New Jersey Devils     | 82 | 32 | 14 | 36 | 181 | 216 | −35  | 78  |
| 26 | Carolina Hurricanes   | 82 | 30 | 11 | 41 | 188 | 226 | −38  | 71  |
| 27 | Toronto Maple Leafs   | 82 | 30 | 8  | 44 | 211 | 262 | −51  | 68  |
| 28 | Edmonton Oilers       | 82 | 24 | 14 | 44 | 198 | 283 | −85  | 62  |
| 29 | Arizona Coyotes       | 82 | 24 | 8  | 50 | 170 | 272 | −102 | 56  |
| 30 | Buffalo Sabres        | 82 | 23 | 8  | 51 | 161 | 274 | −113 | 54  |

## Slutspelsträd[5]
|  | Conference-kvartsfinaler | Conference-kvartsfinaler | Conference-kvartsfinaler                  |                     |                     | Conference-semifinaler | Conference-semifinaler | Conference-semifinaler |  |  | Conference-finaler | Conference-finaler | Conference-finaler |  |  | Stanley Cup-final | Stanley Cup-final | Stanley Cup-final |
|  |                          |                          |                                           |                     |                     |                        |                        |                        |  |  |                    |                    |                    |  |  |                   |                   |                   |
|  | #4                       | Ottawa Senators          | 2                                         |                     |                     |                        |                        |                        |  |  |                    |                    |                    |  |  |                   |                   |                   |
|  | #4                       | Ottawa Senators          | 2                                         |                     |                     |                        |                        |                        |  |  |                    |                    |                    |  |  |                   |                   |                   |
|  | #1                       | Montreal Canadiens       | 4                                         |                     |                     |                        |                        |                        |  |  |                    |                    |                    |  |  |                   |                   |                   |
|  | #1                       | Montreal Canadiens       | 4                                         | #1                  | Montreal Canadiens  | 2                      |                        |                        |  |  |                    |                    |                    |  |  |                   |                   |                   |
|  |                          |                          |                                           | #1                  | Montreal Canadiens  | 2                      |                        |                        |  |  |                    |                    |                    |  |  |                   |                   |                   |
|  |                          |                          | #2                                        | Tampa Bay Lightning | 4                   |                        |                        |                        |  |  |                    |                    |                    |  |  |                   |                   |                   |
|  | #2                       | Tampa Bay Lightning      | #2                                        | Tampa Bay Lightning | 4                   | 4                      |                        |                        |  |  |                    |                    |                    |  |  |                   |                   |                   |
|  | #2                       | Tampa Bay Lightning      |                                           |                     |                     | 4                      |                        |                        |  |  |                    |                    |                    |  |  |                   |                   |                   |
|  | #3                       | Detroit Red Wings        | 3                                         |                     |                     |                        |                        |                        |  |  |                    |                    |                    |  |  |                   |                   |                   |
|  | #3                       | Detroit Red Wings        | 3                                         | #2                  | Tampa Bay Lightning | 4                      |                        |                        |  |  |                    |                    |                    |  |  |                   |                   |                   |
|  |                          |                          |                                           |                     |                     | 4                      |                        |                        |  |  |                    |                    |                    |  |  |                   |                   |                   |
|  |                          |                          | #1                                        | New York Rangers    | 3                   |                        |                        |                        |  |  |                    |                    |                    |  |  |                   |                   |                   |
|  | #1                       | New York Rangers         | #1                                        | New York Rangers    | 3                   | 4                      |                        |                        |  |  |                    |                    |                    |  |  |                   |                   |                   |
|  | #1                       | New York Rangers         |                                           |                     |                     | 4                      |                        |                        |  |  |                    |                    |                    |  |  |                   |                   |                   |
|  | #4                       | Pittsburgh Penguins      | 1                                         |                     |                     |                        |                        |                        |  |  |                    |                    |                    |  |  |                   |                   |                   |
|  | #4                       | Pittsburgh Penguins      | 1                                         | #1                  | New York Rangers    | 4                      |                        |                        |  |  |                    |                    |                    |  |  |                   |                   |                   |
|  |                          |                          |                                           | #1                  | New York Rangers    | 4                      |                        |                        |  |  |                    |                    |                    |  |  |                   |                   |                   |
|  |                          |                          | #3                                        | Washington Capitals | 3                   |                        |                        |                        |  |  |                    |                    |                    |  |  |                   |                   |                   |
|  | #2                       | Washington Capitals      | #3                                        | Washington Capitals | 3                   | 4                      |                        |                        |  |  |                    |                    |                    |  |  |                   |                   |                   |
|  | #2                       | Washington Capitals      |                                           |                     |                     |                        |                        |                        |  |  |                    |                    |                    |  |  |                   |                   |                   |
|  | #3                       | New York Islanders       | 2                                         |                     |                     |                        |                        |                        |  |  |                    |                    |                    |  |  |                   |                   |                   |
|  | #3                       | New York Islanders       | 2                                         | #2                  | Tampa Bay Lightning | 2                      |                        |                        |  |  |                    |                    |                    |  |  |                   |                   |                   |
|  |                          |                          |                                           |                     |                     | 2                      |                        |                        |  |  |                    |                    |                    |  |  |                   |                   |                   |
|  |                          |                          | #3                                        | Chicago Blackhawks  | 4                   |                        |                        |                        |  |  |                    |                    |                    |  |  |                   |                   |                   |
|  | #1                       | St. Louis Blues          | #3                                        | Chicago Blackhawks  | 4                   | 2                      |                        |                        |  |  |                    |                    |                    |  |  |                   |                   |                   |
|  | #1                       | St. Louis Blues          | 0 Eastern Conference 0 Western Conference |                     |                     | 2                      |                        |                        |  |  |                    |                    |                    |  |  |                   |                   |                   |
|  | #4                       | Minnesota Wild           | 4                                         |                     |                     |                        |                        |                        |  |  |                    |                    |                    |  |  |                   |                   |                   |
|  | #4                       | Minnesota Wild           | 4                                         | #4                  | Minnesota Wild      | 0                      |                        |                        |  |  |                    |                    |                    |  |  |                   |                   |                   |
|  |                          |                          |                                           | #4                  | Minnesota Wild      | 0                      |                        |                        |  |  |                    |                    |                    |  |  |                   |                   |                   |
|  |                          |                          | #3                                        | Chicago Blackhawks  | 4                   |                        |                        |                        |  |  |                    |                    |                    |  |  |                   |                   |                   |
|  | #2                       | Nashville Predators      | #3                                        | Chicago Blackhawks  | 4                   | 2                      |                        |                        |  |  |                    |                    |                    |  |  |                   |                   |                   |
|  | #2                       | Nashville Predators      |                                           |                     |                     | 2                      |                        |                        |  |  |                    |                    |                    |  |  |                   |                   |                   |
|  | #3                       | Chicago Blackhawks       | 4                                         |                     |                     |                        |                        |                        |  |  |                    |                    |                    |  |  |                   |                   |                   |
|  | #3                       | Chicago Blackhawks       | 4                                         | #3                  | Chicago Blackhawks  | 4                      |                        |                        |  |  |                    |                    |                    |  |  |                   |                   |                   |
|  |                          |                          |                                           |                     |                     | 4                      |                        |                        |  |  |                    |                    |                    |  |  |                   |                   |                   |
|  |                          |                          | #1                                        | Anaheim Ducks       | 3                   |                        |                        |                        |  |  |                    |                    |                    |  |  |                   |                   |                   |
|  | #1                       | Anaheim Ducks            | #1                                        | Anaheim Ducks       | 3                   | 4                      |                        |                        |  |  |                    |                    |                    |  |  |                   |                   |                   |
|  | #1                       | Anaheim Ducks            |                                           |                     |                     |                        |                        |                        |  |  |                    |                    |                    |  |  |                   |                   |                   |
|  | #4                       | Winnipeg Jets            | 0                                         |                     |                     |                        |                        |                        |  |  |                    |                    |                    |  |  |                   |                   |                   |
|  | #4                       | Winnipeg Jets            | 0                                         | #1                  | Anaheim Ducks       | 4                      |                        |                        |  |  |                    |                    |                    |  |  |                   |                   |                   |
|  |                          |                          |                                           | #1                  | Anaheim Ducks       | 4                      |                        |                        |  |  |                    |                    |                    |  |  |                   |                   |                   |
|  |                          |                          | #3                                        | Calgary Flames      | 2                   |                        |                        |                        |  |  |                    |                    |                    |  |  |                   |                   |                   |
|  | #2                       | Vancouver Canucks        | #3                                        | Calgary Flames      | 2                   | 2                      |                        |                        |  |  |                    |                    |                    |  |  |                   |                   |                   |
|  | #2                       | Vancouver Canucks        |                                           |                     |                     |                        |                        |                        |  |  |                    |                    |                    |  |  |                   |                   |                   |
|  | #3                       | Calgary Flames           | 4                                         |                     |                     |                        |                        |                        |  |  |                    |                    |                    |  |  |                   |                   |                   |
|  | #3                       | Calgary Flames           | 4                                         |                     |                     |                        |                        |                        |  |  |                    |                    |                    |  |  |                   |                   |                   |

## Spelarstatistik

### Grundserien

#### Poängligan
| Spelare            | Lag                 | Matcher | Mål | Assist | Poäng | +/– | Utv |
| ------------------ | ------------------- | ------- | --- | ------ | ----- | --- | --- |
| Jamie Benn         | Dallas Stars        | 82      | 35  | 52     | 87    | +1  | 64  |
| John Tavares       | New York Islanders  | 82      | 38  | 48     | 86    | +5  | 46  |
| Sidney Crosby      | Pittsburgh Penguins | 77      | 28  | 56     | 84    | +5  | 47  |
| Aleksandr Ovetjkin | Washington Capitals | 81      | 53  | 28     | 81    | +10 | 58  |
| Jakub Voracek      | Philadelphia Flyers | 82      | 22  | 59     | 81    | +1  | 78  |
| Nicklas Backstrom  | Washington Capitals | 82      | 18  | 60     | 78    | +5  | 40  |
| Tyler Seguin       | Dallas Stars        | 71      | 37  | 40     | 77    | −1  | 20  |
| Jiri Hudler        | Calgary Flames      | 78      | 31  | 45     | 76    | +17 | 14  |
| Daniel Sedin       | Vancouver Canucks   | 82      | 20  | 56     | 76    | +5  | 18  |
| Vladimir Tarasenko | St. Louis Blues     | 77      | 37  | 36     | 73    | +27 | 31  |

#### Målvaktsligan
| Namn             | Lag                 | Matcher | Speltid | V  | F  | OTL | GA  | SO | R%   | GAA  |
| ---------------- | ------------------- | ------- | ------- | -- | -- | --- | --- | -- | ---- | ---- |
| Carey Price      | Montreal Canadiens  | 66      | 3976:33 | 44 | 16 | 6   | 130 | 9  | .933 | 1.96 |
| Devan Dubnyk     | Arizona/Minnesota   | 58      | 3328:12 | 36 | 14 | 4   | 115 | 6  | .929 | 2.07 |
| Pekka Rinne      | Nashville Predators | 64      | 3850:47 | 41 | 17 | 6   | 140 | 4  | .923 | 2.18 |
| Cam Talbot       | New York Rangers    | 34      | 2094:57 | 21 | 9  | 4   | 77  | 5  | .926 | 2.21 |
| Braden Holtby    | Washington Capitals | 73      | 4247:29 | 41 | 20 | 10  | 157 | 9  | .923 | 2.22 |
| Jonathan Quick   | Los Angeles Kings   | 72      | 4184:15 | 36 | 22 | 13  | 156 | 6  | .918 | 2.24 |
| Henrik Lundqvist | New York Rangers    | 46      | 2742:36 | 30 | 13 | 3   | 103 | 5  | .922 | 2.25 |
| Steve Mason      | Philadelphia Flyers | 51      | 2885:23 | 18 | 18 | 11  | 108 | 3  | .928 | 2.25 |
| Cory Schneider   | New Jersey Devils   | 69      | 3923:55 | 26 | 31 | 9   | 148 | 5  | .925 | 2.26 |
| Brian Elliott    | St. Louis Blues     | 46      | 2545:48 | 26 | 14 | 3   | 96  | 5  | .917 | 2.26 |
| Ryan Miller      | Vancouver Canucks   | 45      | 2542:48 | 29 | 15 | 1   | 107 | 6  | .911 | 2.53 |

### Slutspelet

#### Poängligan
| Spelare           | Lag                 | Matcher | Mål | Assist | Poäng | +/– | Utv |
| ----------------- | ------------------- | ------- | --- | ------ | ----- | --- | --- |
| Tyler Johnson     | Tampa Bay Lightning | 26      | 13  | 10     | 23    | +7  | 24  |
| Patrick Kane      | Chicago Blackhawks  | 23      | 11  | 12     | 23    | +7  | 0   |
| Nikita Kucherov   | Tampa Bay Lightning | 26      | 10  | 12     | 22    | +7  | 14  |
| Jonathan Toews    | Chicago Blackhawks  | 23      | 10  | 11     | 21    | +7  | 8   |
| Duncan Keith      | Chicago Blackhawks  | 23      | 3   | 18     | 21    | +16 | 4   |
| Ryan Getzlaf      | Anaheim Ducks       | 16      | 2   | 18     | 20    | +6  | 6   |
| Corey Perry       | Anaheim Ducks       | 16      | 10  | 8      | 18    | +6  | 14  |
| Alex Killorn      | Tampa Bay Lightning | 26      | 9   | 9      | 18    | +3  | 12  |
| Steven Stamkos    | Tampa Bay Lightning | 26      | 7   | 11     | 18    | +2  | 20  |
| Jakob Silfverberg | Anaheim Ducks       | 16      | 4   | 14     | 18    | +6  | 16  |

#### Målvaktsligan
| Namn             | Lag                 | Matcher | V  | F  | Skott | GA | GAA  | R%   | Nollor | Speltid |
| ---------------- | ------------------- | ------- | -- | -- | ----- | -- | ---- | ---- | ------ | ------- |
| Braden Holtby    | Washington Capitals | 13      | 6  | 7  | 412   | 23 | 1.71 | .944 | 1      | 805:43  |
| Henrik Lundqvist | New York Rangers    | 19      | 11 | 8  | 570   | 41 | 2.11 | .928 | 0      | 1166:10 |
| Ben Bishop       | Tampa Bay Lightning | 25      | 13 | 11 | 669   | 53 | 2.18 | .921 | 3      | 1458:58 |
| Carey Price      | Montreal Canadiens  | 12      | 6  | 6  | 352   | 28 | 2.23 | .920 | 1      | 751:43  |
| Corey Crawford   | Chicago Blackhawks  | 20      | 13 | 6  | 616   | 47 | 2.31 | .924 | 2      | 1222:57 |